# 小行星89973
小行星89973（89973 Aranyjános）是一颗绕太阳运转的小行星，为主小行星带小行星。该小行星于2002年9月20日发现。
該小行星以匈牙利作家奧洛尼·亞諾什命名。

## 轨道参数
小行星89973的轨道半长轴为330 907 585 km，2.2119491 UA，离心率为0.144。